# Бостанджян, Юрий Григорьевич
Юрий Григорьевич Бостанджян — специалист по оперативным запоминающим устройствам ЭВМ на ферритовых сердечниках и микросхемах памяти.

## Биография
Родился 15 мая 1932 года в Тбилиси.
В 1956 году окончил с отличием Новочеркасский политехнический институт по специальности «Автоматические и измерительные приборы и устройства».
В 1956—1959 годах работал в Ереванском научно-исследовательском институте математических машин.
В 1959 году Юрий Бостанджян пришёл в минский Научно-исследовательский институт электронных вычислительных машин — НИИЭВМ (СКБ, МПБ завода им. Г. К. Орджоникидзе, МФ НИЦЭВТ), где работал ведущим инженером, далее был начальником лаборатории и начальником отдела, а в 1991—1999 годах — заместителем председателя Совета предприятия. 5 мая 1999 года он был переведен в ГП «МПОВТ» (Минск, Белоруссия). Занимался здесь разработкой систем связи (АТС и мобильных систем).
В НИИЭВМ Ю. Г. Бостанджян занимался разработкой оперативных запоминающих устройств семейства ЭВМ «Минск», руководил созданием ОЗУ для ЭВМ — ЕС-1020, ЕС-1022, ЕС-1035 и ЕС-1036.
Был ведущим специалистом в СССР по оперативным запоминающим устройствам, имеет более 20 научных работ и изобретений.

## Награды и звания
В 1970 году коллективу разработчиков и изготовителей ЭВМ «Минск», выпустивших более 4000 ЭВМ (более 70 % всего парка ЭВМ Советского Союза) была присуждена Государственная премия СССР. Лауреатами стали: В. В. Пржиялковский, Г. П. Лопато, Ю. Г. Бостанджян, Г. Д. Смирнов, Н. А. Мальцев, Г. К. Столяров, И. К. Ростовцев, М. Е. Екельчик, Ю. В. Карпилович, Л. И. Шуняков.
Также Юрий Григорьевич был награждён орденом «Знак Почета» и медалями.